# Wörthersee Stadion

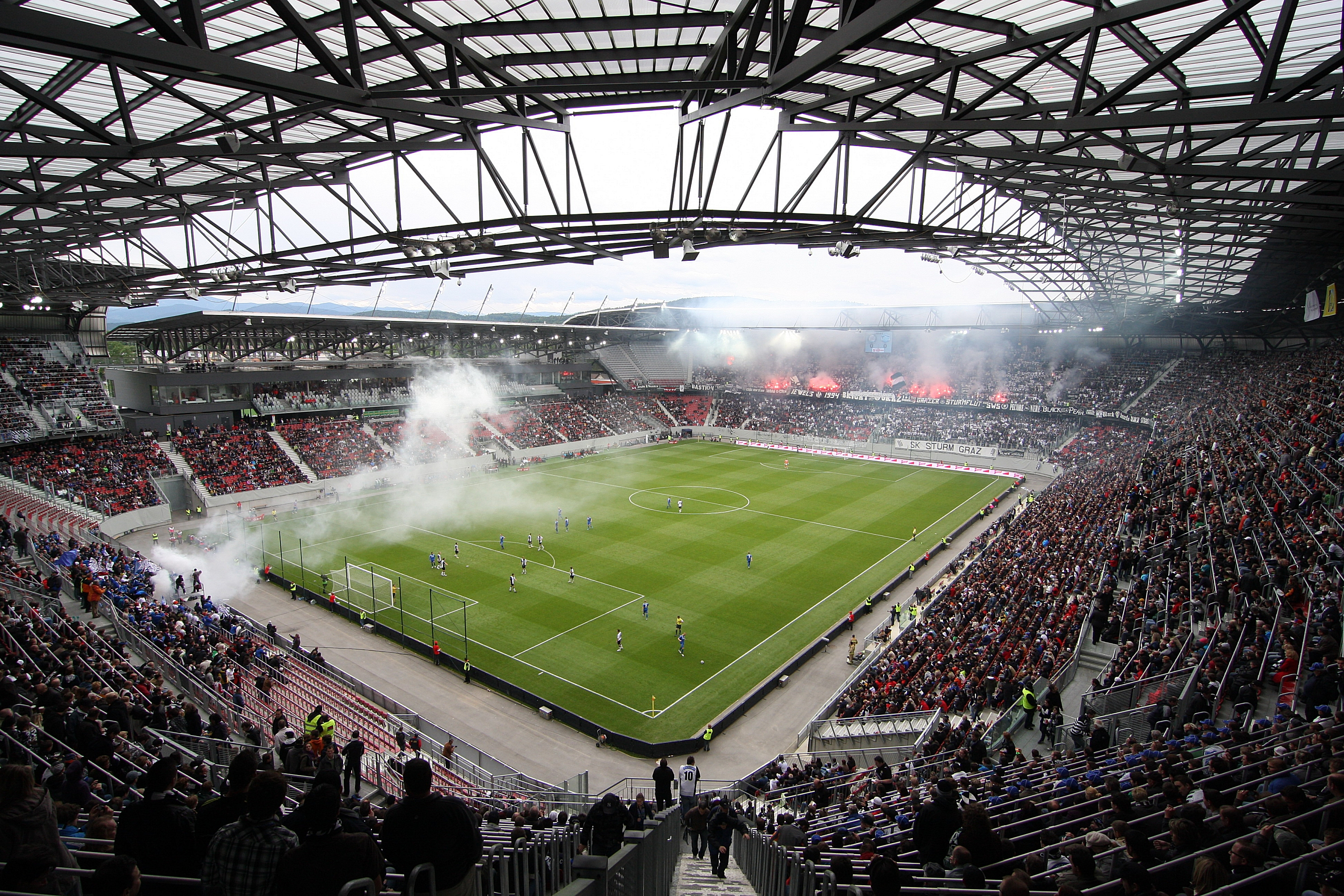
Das Wörthersee Stadion als Schauplatz des Endspiels im ÖFB-Cup 2010

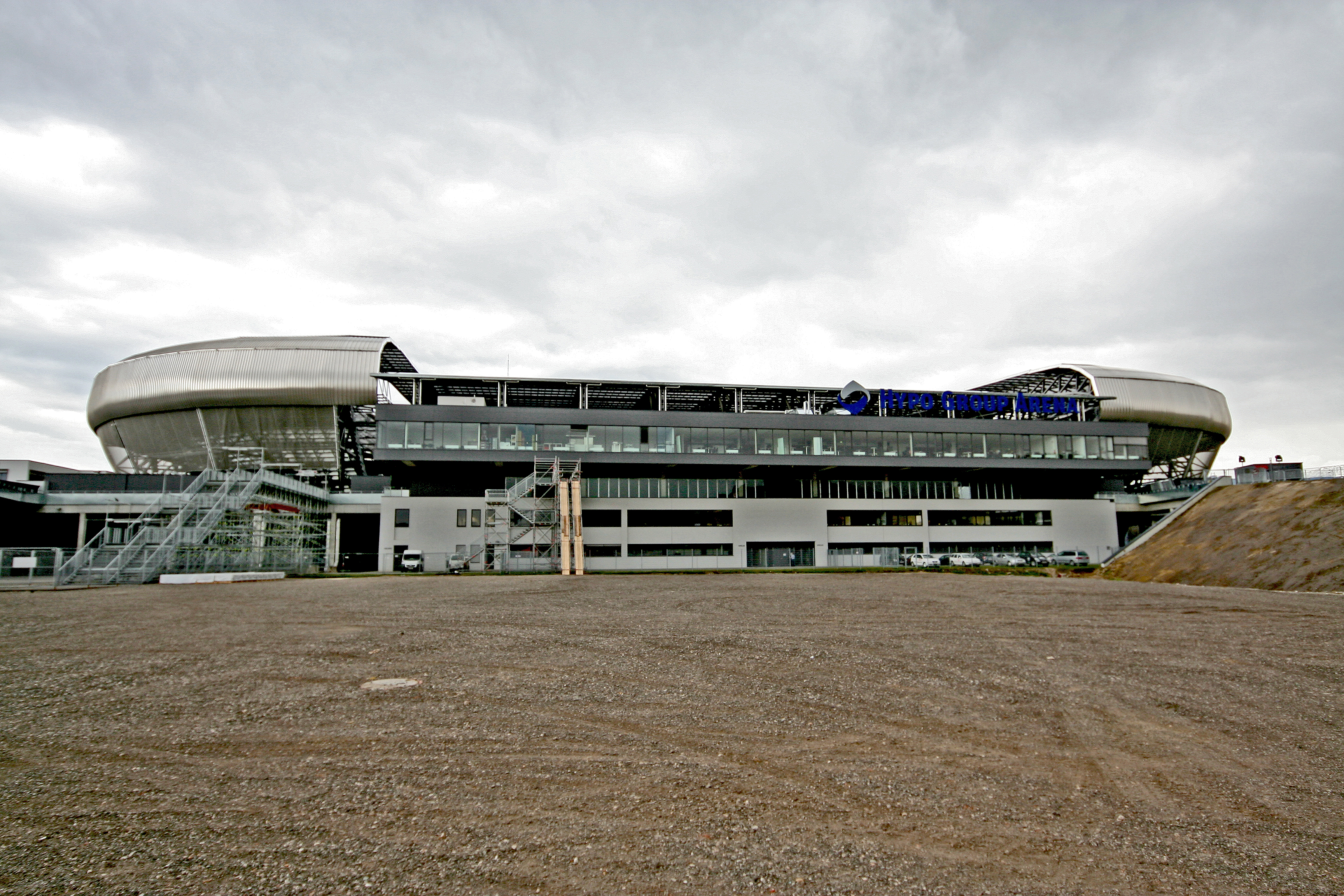
Westansicht des Stadions

Das Wörthersee Stadion ist ein Fußballstadion im Stadtteil Waidmannsdorf der österreichischen Stadt Klagenfurt am Wörthersee im Bundesland Kärnten. Es ist die Heimspielstätte des derzeit in der zweithöchsten Spielklasse im österreichischen Männerfußball aktiven SK Austria Klagenfurt. Es bietet auf seinen Rängen Platz für knapp 30.000 Zuschauer. Damit ist das Wörthersee Stadion das drittgrößte Fußballstadion Österreichs. Neben dem Fußballstadion beinhaltet der Sportpark Klagenfurt ein Ballsportkompetenzzentrum, ein Ruderbecken und eine Leichtathletikanlage. Diese Teile des Sportparks machen einen Großteil des Areals aus. 
Ende Juli 2022 wurde Splendid Drinks Namenssponsor der Anlage. Das Stadion heißt seitdem 28 Black Arena, benannt nach dem Energydrink der Firma. Die Vereinbarung wurde über drei Jahre abgeschlossen.

## Geschichte

### Das (alte) Wörthersee-Stadion (1960–2005)
Das Wörthersee-Stadion wurde im Jahr 1960 erbaut und diente dem damaligen "fußballerischen Aushängeschild" Klagenfurts, der Austria, als neue Heimstätte, nachdem der ehemalige Heimplatz des Vereins dem Ausbau des Klagenfurter Messegeländes zum Opfer gefallen war. Das Stadion, ein lang gezogenes Oval mit niedrigen Tribünen und einer Laufbahn vor dem Spielfeld, spornte anscheinend den Klub an, der damals gerade erst aus der Landesliga in die Regionalliga aufgestiegen war. So wurden bereits im Jahr 1962 Fußballspiele der A-Liga im Wörthersee-Stadion ausgetragen. Die Flutlichtanlage des Stadions wurde am 6. August 1969 im Zuge eines Freundschaftsspiels gegen den VfB Stuttgart offiziell eröffnet. Trotz drei Unterbrechungen und zwischenzeitlichen Abstiegen von Fußballvereinen in Kärnten in die 2. Liga, waren Vereine der höchsten österreichischen Fußballliga regelmäßig im Wörthersee-Stadion zu sehen, und zwar in den besten Zeiten vor bis zu 11.000 Zuschauern.
Nach dem Abstieg der Klagenfurter Austria im Jahr 1992 aus der 2. Bundesliga in die Kärntner Landesliga gingen allmählich auch die Zuschauerzahlen wieder zurück. Einen letzten Höhepunkt stellte das erste in Klagenfurt ausgetragene Länderspiel der österreichischen Nationalmannschaft dar. Es fand am 17. August 1994 gegen Russland statt. Außerdem ist noch ein in Klagenfurt im Jahr 1998 ausgetragenes Spiel im Supercup erwähnenswert. Erst ab dem Jahr 1998, mit dem Wiederaufstieg der Fußballvereine Kärntens in die 2. Bundesliga, begannen sich die Ränge des Stadions allmählich wieder mehr zu füllen. Nach der Fusion der Klagenfurter Austria und dem Villacher SV zum FC Kärnten und dessen letztmaligem Aufstieg in die 1. Bundesliga im Jahr 2001 konnten die Zuschauerzahlen für einige Jahre wieder an jene vergangener Zeiten anschließen. Mit dem Abstieg des FC Kärnten im Jahr 2004 endete jedoch auch diese letzte Hochzeit für das alte Wörthersee-Stadion.

### Das (neue) Wörthersee-Stadion (seit 2007)

#### Neubau für Fußball-EM 2008
Nachdem das Klagenfurter Wörthersee-Stadion als Spielort der Europameisterschaft 2008 bestimmt wurde, beschloss man einen Neubau des Stadions. Bei den damaligen für den Neubau verantwortlichen Akteuren herrschte zuvor jedoch Uneinigkeit hinsichtlich der Sinnhaftigkeit des für die Stadt Klagenfurt anscheinend überdimensionierten Baus. Die Bauarbeiten begannen mit dem Abtragen des alten Wörthersee Stadions im November 2005. Der Spatenstich für das neue Gebäude erfolgte am 11. Jänner 2006 durch den damaligen Landeshauptmann Kärntens Jörg Haider und den damaligen Bürgermeister der Stadt Klagenfurt am Wörthersee Harald Scheucher. Der vom Architekturbüro Wimmer geplante Bau wurde im September 2007 fertiggestellt. Mit dem Freundschaftsspiel zwischen Österreich und Japan am 7. September 2007 erfolgte die offizielle Neueröffnung des Stadions.
Die Kosten für die Errichtung des Sportparks wurden mit 66,5 Millionen Euro beziffert. Die Finanzierung des Projekts sollte jeweils zu einem Drittel durch den Bund, durch das Land Kärnten und durch die Stadt Klagenfurt erfolgen. Da jedoch die Stadt Klagenfurt, die gleichzeitig auch Bauherr des Stadions war, ihren Kostenanteil nicht finanzieren konnte, musste dieser vom Land Kärnten übernommen werden.

#### Verwendungszweck des Stadions nach der EM und geplanter Rückbau
Nach dem Ende der Fußball-EM 2008 waren zwei mögliche Varianten eines Rückbaus für das Stadion angedacht: entweder ein Rückbau auf eine Kapazität von 22.000 Sitzplätzen oder eine Variante von nur 15.000 Besucherplätzen. Die abgebauten Tribünen des Stadions sollten in anderen Stadien ihre Verwendung finden. Am 16. September 2009 einigten sich jedoch die zuständigen Vertreter der Stadt Klagenfurt und des Landes Kärnten mit dem österreichischen Sportministerium darauf, das Stadion nicht mehr zurückzubauen.

#### „Permanentmachung“ der EM-Arena
Dennoch war die geplante Kapazität an Sitzplätzen des Wörthersee-Stadions noch nicht gesichert. Im Jahr 2015 hob nämlich der Verwaltungsgerichtshof die Baubewilligung für den Oberrang des Stadions wieder auf. Dies wurde mit einem fehlerhaften UVP-Feststellungsverfahren bei der Permanentmachung des Oberranges begründet. Somit reduziere sich die Kapazität des Stadions auf 12.000 Zuschauer. Im Jänner 2016 entschied jedoch das Landesverwaltungsgericht Kärnten, dass im Wörthersee-Stadion die Anzahl der Sitzplätze wieder auf 30.000 erhöht werden darf.

#### Das Stadion als Teil eines Kunstprojekts "For Forest"
Im Jahr 2019 fand im Wörthersee-Stadion das international beachtete Kunstprojekt For Forest statt. Es wurden ca. 300 Bäume mit einer Höhe bis zu 14 Metern auf der Spielfläche des Stadions aufgestellt. Es sollte damit das Bild "Die ungebrochene Anziehungskraft der Natur" von Max Peintner aus dem Jahr 1970 dargestellt werden. Der Betreiber des Projektes war Klaus Littmann.

## Kontroversen

### Größe des Stadions
Das Wörthersee-Stadion wird häufig als überdimensioniert für die Stadt Klagenfurt wahrgenommen. Kritiker sehen darin ein Symbol für die politischen Ambitionen des verstorbenen Landeshauptmanns Jörg Haider. So kritisierte etwa der Kärntner Schriftsteller und Büchner-Preisträger Josef Winkler, dass Klagenfurt zwar keine eigene Stadtbibliothek besitze, dafür aber als 100.000-Einwohner-Stadt ein Stadion mit 33.000 Plätzen unterhalte.

### Die Kontroverse über den Namen des Stadions
Im Jahr 2007 wurde bekannt, dass das Wörthersee-Stadion für die Dauer von zumindest zehn Jahren den Namen Hypo-Group-Arena tragen sollte. Die damalige Hypo-Alpe-Adria-Bank sicherte sich nämlich das Namensrecht an dem Stadion. Jedoch im Rahmen der Finanz- und Wirtschaftskrise von 2009 geriet die Bank in finanzielle Probleme und ging schließlich unter. Daher wurde das Stadion bereits im Jahr 2010 wieder in "Wörthersee Stadion" rückbenannt. Im Jahr 2014 sagte der frühere BayernLB-Chef Werner Schmidt dazu vor Gericht aus, dass das damalige Sponsoring zum Zweck der Bestechung des Kärntner Landeshauptmanns Jörg Haider erfolgt sei, um seine Zustimmung zum Verkauf der Hypo Alpe Adria zu erlangen.
Außerdem ist nach dem Tod des Kärntner Landeshauptmanns Jörg Haider im Jahr 2008 von der FPÖ vorgeschlagen worden, das Stadion in Jörg-Haider-Stadion umzubenennen.

## Länderspiele
Die österreichische Fußballnationalmannschaft trug bisher 14 Partien im neuen Wörthersee-Stadion aus. 1994 fand ein Länderspiel im alten Stadion statt.
Altes Wörthersee Stadion
| Datum         | Begegnung             | Ergebnis | Anmerkung          |
| ------------- | --------------------- | -------- | ------------------ |
| 17. Aug. 1994 | Österreich – Russland | 0:3      | Freundschaftsspiel |

Neues Wörthersee Stadion
| Datum          | Begegnung                 | Ergebnis       | Anmerkung                              |
| -------------- | ------------------------- | -------------- | -------------------------------------- |
| 07. Sep. 2007  | Österreich – Japan        | 0:0, 4:3 i. E. | Eröffnungsspiel, Vier-Nationen-Turnier |
| 01. Apr. 2009  | Österreich – Rumänien     | 2:1            | Qualifikation zur WM 2010              |
| 12. Aug. 2009  | Österreich – Kamerun      | 0:2            | Freundschaftsspiel                     |
| 19. Mai 2010   | Österreich – Kroatien     | 0:1            | Freundschaftsspiel                     |
| 11. Aug. 2010  | Österreich – Schweiz      | 0:1            | Freundschaftsspiel                     |
| 10. Aug. 2011  | Österreich – Slowakei     | 1:2            | Freundschaftsspiel                     |
| 29. Feb. 2012  | Österreich – Finnland     | 3:1            | Freundschaftsspiel                     |
| 05. März 2014  | Österreich – Uruguay      | 1:1            | Freundschaftsspiel                     |
| 31. Mai 2016   | Österreich – Malta        | 2:1            | Freundschaftsspiel                     |
| 23. März 2018  | Österreich – Slowenien    | 3:0            | Freundschaftsspiel                     |
| 02. Juni 2018  | Österreich – Deutschland  | 2:1            | Freundschaftsspiel                     |
| 07. Juni 2019  | Österreich – Slowenien    | 1:0            | Qualifikation zur EM 2020              |
| 07. Sep. 2020  | Österreich – Rumänien     | 2:3            | UEFA Nations League 2020/21            |
| 07. Okt. 2020  | Österreich – Griechenland | 2:1            | Freundschaftsspiel                     |
| 012. Nov. 2021 | Österreich – Israel       | 4:2            | Qualifikation zur WM 2022              |
| 015. Nov. 2021 | Österreich – Moldau       | 4:1            | Qualifikation zur WM 2022              |

## Endspiele des ÖFB-Cups
| Datum          | Cupsieger            | Finalist                 | Ergebnis  | Zuschauer |
| -------------- | -------------------- | ------------------------ | --------- | --------- |
| 16. Mai 2010   | SK Sturm Graz        | SC Wiener Neustadt       | 1:0       | 28.000    |
| 18. Mai 2014   | FC Red Bull Salzburg | SKN St. Pölten           | 4:2       | 11.700    |
| 3. Juni 2015   | FC Red Bull Salzburg | FK Austria Wien          | 2:0 n. V. | 16.200    |
| 19. Mai 2016   | FC Red Bull Salzburg | FC Admira Wacker Mödling | 5:0       | 10.200    |
| 1. Juni 2017   | FC Red Bull Salzburg | SK Rapid Wien            | 2:1       | 20.200    |
| 9. Mai 2018    | SK Sturm Graz        | FC Red Bull Salzburg     | 1:0 n. V. | 27.100    |
| 1. Mai 2019    | FC Red Bull Salzburg | SK Rapid Wien            | 2:0       | 24.200    |
| 29. Mai 2020   | FC Red Bull Salzburg | SC Austria Lustenau      | 5:0       | 0         |
| 1. Mai 2021    | FC Red Bull Salzburg | LASK Linz                | 3:0       | 0         |
| 1. Mai 2022    | FC Red Bull Salzburg | SV Ried                  | 3:0       | 7.800     |
| 30. April 2023 | SK Sturm Graz        | SK Rapid Wien            | 2:0       | 30.000    |
| 1. Mai 2024    | SK Sturm Graz        | SK Rapid Wien            | 2:1       | 30.000    |
| 1. Mai 2025    | Wolfsberger AC       | TSV Hartberg             | 1:0       | 20.500    |

## Eishockeyspiele
Bisher wurden 2 Eishockeyspiele als Winter Classic der Österreichischen Eishockeyliga im neuen Wörthersee Stadion veranstaltet.
- 09. Jänner 2010: EC KAC – EC VSV 1:3 (30.500 Zuschauer)
- 03. Jänner 2015: EC KAC – EC VSV 1:4 (29.700 Zuschauer)

## Austrian Bowl
Das Endspiel der Austrian Football League, der Austrian Bowl, wurde drei Mal im Wörthersee Stadion ausgetragen.
- Austrian Bowl XXXI: 11. Juli 2015: Raiders Tirol – Vienna Vikings 38:0
- Austrian Bowl XXXII: 23. Juli 2016: Raiders Tirol – Graz Giants 51:7
- Austrian Bowl XXXIII: 29. Juli 2017: Vienna Vikings – Raiders Tirol 45:26